# Fundación Instituto Valenciano de Oncología
La Fundación Instituto Valenciano de Oncología (IVO) es una entidad privada cuyos patrimonio y recursos se destinan íntegramente a la lucha contra el cáncer en todas sus vertientes: prevención, diagnóstico, tratamiento, investigación y docencia. 

## Fundación Instituto Valenciano de Oncología (IVO)
El IVO fue fundado en 1976 por el Catedrático de la Universidad de Valencia y patólogo, Antonio Llombart Rodríguez y por el político y alcalde de Valencia, Miguel Ramón Izquierdo. Los entonces presidente y vicepresidente de la Junta Provincial de la Asociación Española contra el Cáncer lideraron la puesta en marcha de un proyecto que fue inaugurado el 6 de diciembre de 1976 por Su Majestad la Reina Doña Sofía.
La Fundación IVO es uno de los primeros centros monográficos de cáncer que se abrieron en España y el primero que obtuvo la certificación OECI (Organization of European Cancer Institutes), organización que cuenta con los mejores centros oncológicos europeos. Con más de 40 años de trayectoria, el IVO está reconocido a nivel nacional e internacional como un centro de referencia en oncología.
Desde su inauguración, las instalaciones asistenciales del IVO han crecido hasta convertirse en un complejo hospitalario ubicado en la ciudad de Valencia de más de 25.000 m², con tecnología de última generación, y un equipo médico de profesionales de enorme prestigio en el tratamiento e investigación de las enfermedades oncológicas. El IVO cuenta también con dos Unidades de Diagnóstico Precoz ubicadas en Valencia y con dos Unidades de Radioterapia ubicadas en las ciudades de Alcoy y Cuenca.
La Fundación Instituto Valenciano de Oncología se encuentra entre los 50 mejores centros oncológicos del mundo, según la clasificación World’s Best Specialized Hospitals 2022 del semanario norteamericano Newsweek.

## Actividad clínica
| IVO                          | 2018   | 2019   |
| ---------------------------- | ------ | ------ |
| Nuevos pacientes oncológicos | 4.275  | 5.413  |
| Pacientes prevalentes        | 27.161 | 25.782 |
| Total                        | 31.436 | 31.195 |

## Gestión y dirección
Dirigido desde 2017 por Manuel Llombart, el IVO desarrolla su actividad en el marco de un acuerdo de colaboración con la Consejería de Sanidad Universal y Salud Pública de la Generalidad Valenciana.

## Premios y acreditaciones
̈* Premio Valencianos siglo XXI (2004)
- Medalla Ciudad de Valencia (2007)[8]
- Premio Universidad- Sociedad del Consejo Social de la Universidad de Valencia en la categoría de Investigación y Desarrollo (2014)
- Primer centro de cáncer de España con la certificación OECI (Organization of European Cancer Institutes), organización que cuenta con los mejores centros oncológicos europeos
- Certificación Programa Quality Oncology Practice Iniciative (QOPI) por parte de American Society of Clinical Oncology (ASCO), 2017
- Certificado de gestión de calidad ISO 9001: 2015
- Certificado ISO 14001:2015. Sistemas de gestión ambiental.
- Certificado ISO 15189. Acreditación laboratorios clínicos. Requisitos particulares para la calidad y la competencia.
- Acreditación para la preparación de medicamentos (Servicio de Farmacia Hospitalaria)